# Exile
Exile este o formație japoneză de băieți înființată în 2001. Are în prezent 19 membri, și a vândut peste 20 de milioane de albume în Japonia.

## Discografie
- Our Style (2002)
- Styles of Beyond (2003)
- Exile Entertainment (2003)
- Asia (2006)
- Exile Evolution (2007)
- Exile Love	(2007)
- Aisubeki Mirai e (2009)
- Negai no Tō (2011)
- Exile Japan/Solo (2012)
- 19: Road to Amazing World (2015)
- Star of Wish (2018)

1. ↑   https://www.oricon.co.jp/news/2032590/full/ Lipsește sau este vid: |title= (ajutor)